# Gradišče pri Lukovici
Gradišče pri Lukovici is een plaats in Slovenië en maakt deel uit van de gemeente Lukovica in de NUTS-3-regio Osrednjeslovenska. De plaats telde 256 inwoners op 1 januari 2020.

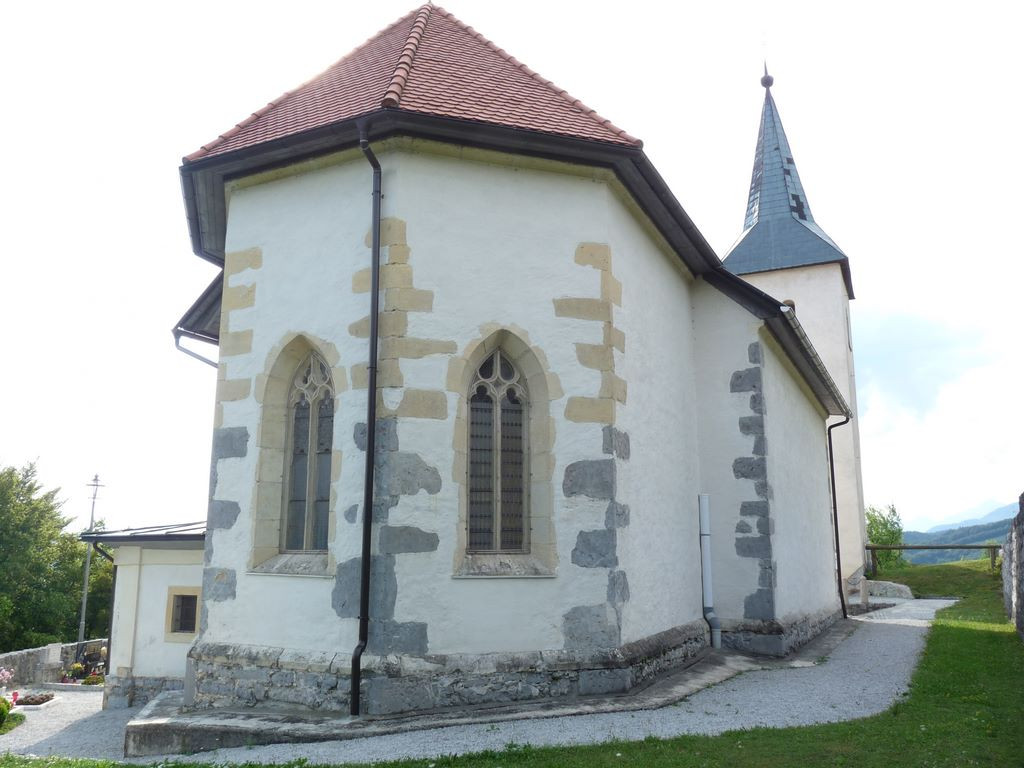
Kerk van St Marjeta
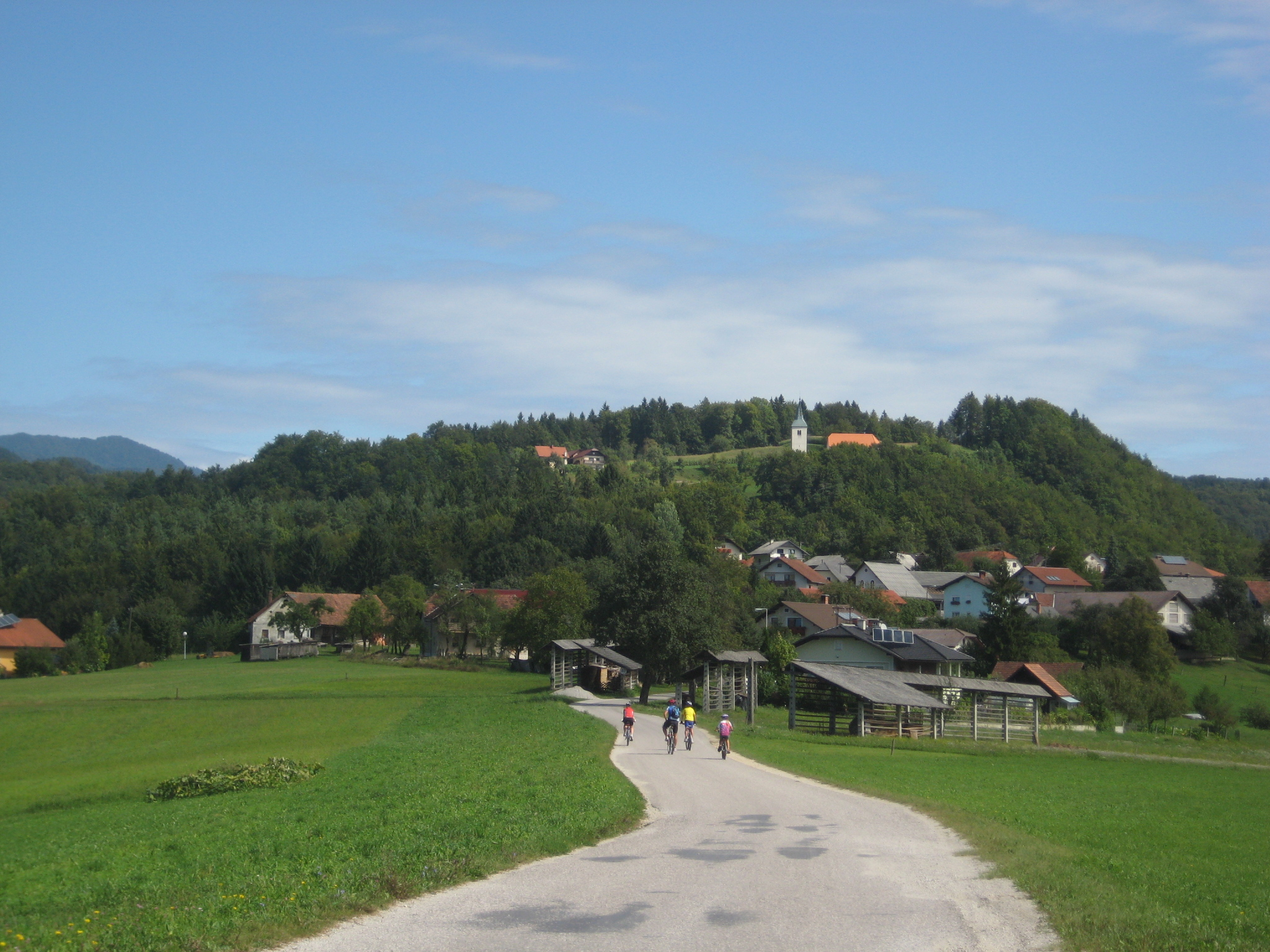
Gradišče pri Lukovici